# Miroslav Ondříček
Miroslav Ondříček (né le 4 novembre 1934 à Prague, où il est mort le 28 mars 2015) est un directeur de la photographie tchèque, qui a travaillé sur plus de quarante films, dont If..., Amadeus, ou Valmont.

## Carrière
Miroslav Ondříček étudie à l'école des Studios Barrandov et commence à travailler lors de la Nouvelle Vague tchécoslovaque. Ondříček est surtout connu pour ses collaborations avec Miloš Forman dès le court-métrage L'Audition (1963). C'est d'ailleurs en suivant Forman aux États-Unis que le chef opérateur fera carrière à Hollywood. 
Il a été nommé à deux reprises pour l'Oscar de la meilleure photographie, et il a remporté le British Academy Film Award de la meilleure photographie en 1986.
Il est le père du réalisateur David Ondříček et a été membre du comité de l'école de cinéma de Písek.

## Filmographie
- 1963 : L'Audition de Miloš Forman
- 1965 : Les Amours d'une blonde de Miloš Forman
- 1965 : Éclairage intime d'Ivan Passer
- 1967 : Au feu, les pompiers ! de Miloš Forman
- 1968 : If... de Lindsay Anderson
- 1969 : Le Corps de Diane de Jean-Louis Richard
- 1971 : Taking Off de Miloš Forman
- 1972 : Abattoir 5 de George Roy Hill
- 1973 : Le Meilleur des mondes possible de Lindsay Anderson
- 1979 : Hair de Miloš Forman
- 1981 : Ragtime de Miloš Forman
- 1982 : Le Monde selon Garp de George Roy Hill
- 1983 : Le Mystère Silkwood de Mike Nichols
- 1984 : Amadeus de Miloš Forman
- 1985 : Tutti Frutti (Heaven Help Us) de Michael Dinner
- 1986 : F/X, effets de choc de Robert Mandel
- 1987 : Big Shots de Robert Mandel
- 1988 : Funny Farm de George Roy Hill
- 1989 : Valmont de Miloš Forman
- 1990 : L'Éveil de Penny Marshall
- 1992 : Une équipe hors du commun de Penny Marshall
- 1996 : La Femme du pasteur de Penny Marshall
- 2001 : Écarts de conduite de Penny Marshall